# Александровка (Бузовьязовский сельсовет)
Алекса́ндровка (баш. Александровка) — село в Кармаскалинском районе Республики Башкортостан Российской Федерации. Входит в состав Бузовьязовского сельсовета.

## География

### Географическое положение
Расстояние до:
- районного центра (Кармаскалы): 20 км,
- центра сельсовета (Бузовьязы): 6 км,
- ближайшей ж/д станции (Карламан): 33 км.

## Население
| 2002 | 2009 | 2010 |
| ---- | ---- | ---- |
| 261  | ↘148 | ↗174 |